# Raja texana
Raja texana és una espècie de peix de la família dels raids i de l'ordre dels raïformes.

## Morfologia
- Els mascles poden assolir 53 cm de longitud total.[5][6]

## Reproducció
És ovípar i els ous tenen com a banyes a la closca.

## Alimentació
Menja principalment crustacis decàpodes i, en segon terme, d'altres invertebrats bentònics i peixos.

## Hàbitat
És un peix marí, de clima subtropical i demersal que viu fins als 183 m de fondària.

## Distribució geogràfica
Es troba a l'oceà Atlàntic occidental central: Florida i el Golf de Mèxic.

## Observacions
És inofensiu per als humans.